# Matto come un coniglio marziano
Matto come un coniglio marziano (Mad as a Mars Hare) è un film del 1963 diretto da Chuck Jones. È un cortometraggio animato della serie Merrie Melodies, prodotto dalla Warner Bros. e uscito negli Stati Uniti il 19 ottobre 1963. Il film ha come protagonisti Bugs Bunny e Marvin il Marziano.

## Trama
Marvin il Marziano osserva il pianeta Terra da Marte attraverso un telescopio. Egli sta prestando particolare attenzione al lancio di un razzo che sta partendo dalla Terra. Il velivolo atterra su Marte e dal suo interno fuoriesce Bugs Bunny, attratto da una carota lanciata fuori dal razzo. Quando Bugs morde la carota, si scopre che è di metallo e che contiene al suo interno una bandiera e un mini-set d'orchestra che suona Yankee Doodle in nome della Terra. Tuttavia Marvin non è d'accordo e decide che non permetterà a Bugs di conquistare il suo pianeta. Marvin tenta di disintegrare Bugs con la sua pistola speciale, ma viene bloccato, e per sbaglio è Bugs stesso a usare l'arnese contro di lui. Disintegrato, Marvin corre al re-integratore e ritorna verso Bugs, e tira fuori il suo fucile spazio-temporale, con l'intenzione di proiettare Bugs nel futuro e farlo diventare un suo schiavo. Tuttavia, quando Marvin colpisce Bugs, si accorge di aver azionato il fucile alla rovescia, e per sbaglio trasforma Bugs in un enorme e muscoloso Coniglio di Neanderthal, che afferra subito Marvin e lo schiaccia con una sola mano. Mentre Marvin corre nuovamente al re-integratore, Bugs mangia la carota di metallo che gli era stata lanciata all'inizio.

## Edizioni home video

### VHS
Il cortometraggio è incluso nella VHS Carota Party – Bugs Bunny & Marvin il marziano: Turbolenze spaziali.

### DVD
Il cortometraggio è incluso nel DVD Looney Tunes Superstars: Bugs Bunny - Un coniglio eccezionale, convertito in formato widescreen.